# Natalia Kruszyna
Natalia Kruszyna z domu Murzyn (ur. 9 stycznia 1968 roku w Katowicach) – polska historyk sztuki, krytyk sztuki, muzeolog, organizatorka wystaw sztuki, aktorka, pracownik Muzeum Historii Katowic od 1997.
Ukończyła studia na kierunku historia sztuki w Instytucie Historii Sztuki Uniwersytetu Jagiellońskiego (praca magisterska Twórczość scenograficzna Otto Axera, obroniona w 1992), a następnie Podyplomowe Studium Muzealnicze w Instytucie Etnologii Uniwersytetu Jagiellońskiego (praca dyplomowa Wystawa muzealna - imitacja, inscenizacja czy mistyfikacja rzeczywistości kulturowej z 2001). W latach 1986–1997 współpracowała z Teatrem Gugalander, w latach 1995–1998 z Teatrem Biały Klaun Ukraina, w latach 1997-2004 z Teatrem „Gry i ludzie”, a w latach 2004–2007 z Teatrem L’Oblo dell’oblio i Saltimbanco Italiano Dubai UAE.
Pracuje w Muzeum Historii Katowic od 1997, w latach 1999–2011 jako kierownik Pracowni im. Konrada Swinarskiego, od 2012 – kierownik Pracowni Twórczości Jerzego Dudy-Gracza. Obecnie pracownik Działu Sztuki MHK.
Autorka esejów o sztuce współczesnej (m.in. o Jerzym Dudzie-Graczu, Konradzie Swinarskim, Stanisławie Ignacym Witkiewiczu, Renacie Bonczar, Witoldzie Pałce, Ireneuszu Botorze, Beacie Wąsowskiej, Ewie Sataleckiej, Celinie Kirchner, Adamie Kirchner, Magdalenie Rajskiej Armacie, Grzegorzu Banaszkiewiczu, Sławomirze Chrystowie) oraz krytyk sztuki i organizator wystaw sztuki współczesnej (np. Bellmer/Visat). Reżyserka akcji teatralnych, scenarzystka, organizatorka wykładów o sztuce (m.in. Jerzym Dudzie-Graczu, surrealizmie, modzie). Wśród prac reżyserskich i scenariuszowskich znajdują się m.in.: Misterium Drogi Krzyżowej, Spacer aniołów, Wielkie Wybory Mikołajowe.
Prywatnie córka Jadwigi Lipońskiej-Sajdak i żona aktora Cezarego Kruszyny.

## Publikacje
- GĘBY. Jerzy Duda-Gracz. Portrety i autoportrety[9]
- Wspomnienia o Romanie Nowotarskim – część pierwsza[10]
- Hommage à Nowotarski. Przepis na wolność[11][12]
- Zdzisław Stanek, katalog zbiorów Muzeum Historii Katowic[13]
- Witkacy i kobiety, nienasycenie[14]
- To tylko kolor!, Halina Lerman[15]
- Kolory kobiecości, Magdalena Rajska Armata. Portrety, akty, abstrakcje[16]